# Арџун Пандит
Арџун Пандит је индијски филм из 1999. године, снимљен у режији Рахул Равал.

## Улоге
| Глумац           | Улога                             |
| ---------------- | --------------------------------- |
| Сани Деол        | Prof. Арџун Диксит / Арџун Пандит |
| Џухи Чавла       | Ниса Чопра                        |
| Саурабх Шукла    | Џони                              |
| Ану Капур        | Имран                             |
| Асхиш Видијартхи | Халдирам                          |
| Јаспал Шарма     | Сива                              |
| Шахбас Кан       | Санџај                            |
| Мукеш Риши       | Раму Калија                       |